# کابینه دوم کیشیدا
کابینه دوم کیشیدا (انگلیسی: Second Kishida Cabinet)، صد و یکمین هیئت دولت ژاپن بود و در نوامبر ۲۰۲۱ توسط فومیو کیشیدا، رهبر حزب لیبرال دموکرات و نخست‌وزیر ژاپن تشکیل شد.
دولت ائتلافی بین حزب لیبرال دموکرات (ژاپن) و حزب کومیتو بود و کنترل هر دو مجلس مشاوران و مجلس نمایندگان (ژاپن) از رژیم ملی (دایت ملی) را در دست داشت. این جانشین کابینه قبلی کیشیدا بود.